# Provinz Vicenza
Die Provinz Vicenza (venetisch Provìncia de Vicènsa, italienisch Provincia di Vicenza) ist eine italienische Provinz in der Region Venetien mit 853.610 Einwohnern (Stand 31. Dezember 2023). Sie ist etwa 2723 km² groß und ist in 114 Gemeinden (Stand 1. Januar 2022) unterteilt. Hauptstadt ist Vicenza.
Die Provinz grenzt im Norden an die Region Trentino-Südtirol, im Osten an die Provinzen Belluno, Treviso und Padua und im Westen an Verona.

## Gemeinden
(Stand: 31. Dezember 2010)
| Gemeinde | Einwohner |
| --- | --------- |
| Agugliaro (venezianisch: Agujàro, deutsch veraltet: Agler)                                                                                     | 1.422     |
| Albettone (venezianisch: Albetòn, deutsch veraltet: Betten)                                                                                    | 2.066     |
| Alonte (venezianisch: Alònte, deutsch veraltet: Lont)                                                                                          | 1.647     |
| Altavilla Vicentina (venezianisch: Altavìła Vixentina, deutsch veraltet: Altweiler, zimbrisch: Altville)                                       | 11.760    |
| Altissimo (venezianisch: Altìsimo, deutsch veraltet: Altischime oder Söbarsten)                                                                | 2.266     |
| Arcugnano (venezianisch: Arcugnàn, deutsch veraltet: Archunian)                                                                                | 7.899     |
| Arsiero (venezianisch: Arsièro, deutsch veraltet: Arsan, Arz, Asarin oder Ersen)                                                               | 3.323     |
| Arzignano (venezianisch: Arzignàn, deutsch veraltet: Artzingen, Arzing oder Arzingen)                                                          | 25.815    |
| Asiago (venezianisch: Axiàgo, deutsch veraltet: Schläge, Schlägen, Schlege oder Schlegen, zimbrisch: Slege oder Sleghe)                        | 6.485     |
| Asigliano Veneto (venezianisch: Axijàn, deutsch veraltet: Sillian)                                                                             | 891       |
| Barbarano Vicentino (venezianisch: Barbaràn)                                                                                                   | 4.602     |
| Bassano del Grappa (venezianisch: Bassàn, deutsch veraltet: Baßan, Passaun, Waßan oder Waßen, zimbrisch: Bassan)                               | 43.709    |
| Bolzano Vicentino (venezianisch: Bolxàn, deutsch veraltet: Wälsch-Bozen oder Welsch-Bozen)                                                     | 6.503     |
| Breganze (venezianisch: Bregànse, deutsch veraltet: Breganz, Wälsch-Bregenz oder Welsch-Bregenz)                                               | 8.747     |
| Brendola (venezianisch: Brèndoła, deutsch veraltet: Brünndel)                                                                                  | 6.752     |
| Bressanvido (venezianisch: Bresanvìdo) | 3.133     |
| Brogliano (venezianisch: Brojan, deutsch veraltet: Brojan oder Sankt Martin in Lämmertal)                                                      | 3.949     |
| Caldogno (venezianisch: Caldògno, deutsch: Kaltun)                                                                                             | 11.291    |
| Caltrano (venezianisch: Caltràn, deutsch veraltet: Galtrann, zimbrisch: Kaltran)                                                               | 2.624     |
| Calvene (venezianisch: Calvène, deutsch veraltet: Kalfein, zimbrisch: Kalvain)                                                                 | 1.335     |
| Camisano Vicentino (venezianisch: Camixàn, zimbrisch: kan Bisan oder gen Wiese)                                                                | 10.564    |
| Campiglia dei Berici (venezianisch: Campìja dei Berici, deutsch veraltet: Kampil)                                                              | 1.782     |
| Campolongo sul Brenta (venezianisch: Campołòngo sol Brenta, deutsch veraltet: Langenfeld oder zu der Leitern, zimbrisch: Langakkar)            | 829       |
| Carrè (venezianisch: Carè, deutsch veraltet: Karreit)                                                                                          | 3.647     |
| Cartigliano (venezianisch: Cartijàn) | 3.830     |
| Cassola (venezianisch: Casòła, deutsch veraltet: Kassel, Wälsch-Cassel oder Welsch-Cassel)                                                     | 14.301    |
| Castegnero (venezianisch: Castegnèro) | 2.843     |
| Castelgomberto (venezianisch: Castelgomberto, deutsch veraltet: Gumpertsburg)                                                                  | 6.128     |
| Chiampo (venezianisch: Ciànpo, deutsch veraltet: Bröckeltal, Klamp oder Klamb)                                                                 | 12.946    |
| Chiuppano (venezianisch: Chiupàn oder Ciupàn, deutsch veraltet: Kluppan oder Kluppen)                                                          | 2.639     |
| Cismon del Grappa (venezianisch: Cismòn del Grapa, deutsch veraltet: Sismunth)                                                                 | 976       |
| Cogollo del Cengio (venezianisch: Cogòło del Cèngio, deutsch veraltet: Kogel, zimbrisch: Kogulle)                                              | 3.434     |
| Conco (venezianisch: Cònco, deutsch veraltet: Kunken, zimbrisch: Kunken)                                                                       | 2.000     |
| Cornedo Vicentino (venezianisch: Cornèdo Vixentin, deutsch veraltet: Karneid)                                                                  | 12.018    |
| Costabissara (venezianisch: Costabisàra) | 7.131     |
| Creazzo (venezianisch: Creàso, deutsch veraltet: Gredatz)                                                                                      | 11.231    |
| Crespadoro (venezianisch: Craspòro oder Crespaòro, deutsch veraltet: Griesbachhorn)                                                            | 1.512     |
| Dueville (venezianisch: Dovìłe, deutsch veraltet: Dowille)                                                                                     | 14.065    |
| Enego (venezianisch: Ènego, deutsch veraltet: Geneben oder Jeneve, zimbrisch: Ghenebe oder Ghenewe)                                            | 1.872     |
| Fara Vicentino (venezianisch: Fàra Vixentin, deutsch veraltet: Farr oder Farre)                                                                | 3.998     |
| Foza (venezianisch: Fòza, deutsch veraltet: Wüsche oder Wütsche, zimbrisch: Fütze, Vüsche oder Vütsche)                                        | 726       |
| Gallio (venezianisch: Gàłio, deutsch veraltet: Gäll, Gell oder Gelle, zimbrisch: Ghel oder Ghelle)                                             | 2.483     |
| Gambellara (venezianisch: Ganbełàra, deutsch veraltet: Gambeller oder gan Wälder)                                                              | 3.400     |
| Gambugliano (venezianisch: Ganbujàn, deutsch veraltet: Ganbujan)                                                                               | 842       |
| Grancona (venezianisch: Grancòna, deutsch veraltet: Kankersdorf)                                                                               | 1.883     |
| Grisignano di Zocco (venezianisch: Grisignàn del Xòco oder Grisignàn de Zòco, deutsch veraltet: Grisingen)                                     | 4.330     |
| Grumolo delle Abbadesse (venezianisch: Grùmoło, deutsch veraltet: Grimmele)                                                                    | 3.798     |
| Isola Vicentina (venezianisch: Ìxoła Vixentina, deutsch veraltet: Ischl, Ischl in Wiesenthein, Weiler Mahlen oder Weiler Malei)                | 9.319     |
| Laghi (venezianisch: Làghi, deutsch veraltet: Seen)                                                                                            | 127       |
| Lastebasse (venezianisch: Lastebàse oder Lastebàsse, deutsch veraltet: Niedernplatten oder Neuhausen)                                          | 228       |
| Longare (venezianisch: Longàre, deutsch veraltet: Anger)                                                                                       | 5.646     |
| Lonigo (venezianisch: Lonìgo, deutsch veraltet: Lohnig oder Löwenich)                                                                          | 16.322    |
| Lugo di Vicenza (venezianisch: Lùgo Vixentin, deutsch veraltet: Lueg in Wiesenthein, zimbrisch: Lughen)                                        | 3.769     |
| Lusiana (venezianisch: Lusiàna, deutsch veraltet: Lusan, Lusian oder Lüsen, zimbrisch: Lusaan)                                                 | 2.818     |
| Malo (venezianisch: Màło, deutsch veraltet: Mahlen oder Malei)                                                                                 | 14.677    |
| Marano Vicentino (venezianisch: Maràn Vixentin, deutsch veraltet: Marein in Wiesenthein)                                                       | 9.835     |
| Marostica (venezianisch: Maròstega, deutsch veraltet: Marosteck, zimbrisch: Marstiga)                                                          | 13.824    |
| Mason Vicentino (venezianisch: Masòn Vixentin oder Maxon Vixentin, deutsch veraltet: Masaun)                                                   | 3.537     |
| Molvena (venezianisch: Molvèna, deutsch veraltet: Malfein in Wiesenthein)                                                                      | 2.639     |
| Monte di Malo (venezianisch: Monte a Mało oder Monte de Malo, deutsch veraltet: Mahlenberg)                                                    | 2.912     |
| Montebello Vicentino (venezianisch: Montebèło Vixentin, deutsch veraltet: Schönberg)                                                           | 6.550     |
| Montecchio Maggiore (venezianisch: Montècio Majòre, deutsch veraltet: Groß Muntigl oder Groß Muntigel)                                         | 23.743    |
| Montecchio Precalcino (venezianisch: Montècio Precalsìn, deutsch veraltet: Montigel, Muntigl oder Muntigel)                                    | 4.966     |
| Montegalda (venezianisch: Montegàlda, deutsch veraltet: Bergwald)                                                                              | 3.356     |
| Montegaldella (venezianisch: Montegaldèła, deutsch veraltet: Klein Bergwald)                                                                   | 1.813     |
| Monteviale (venezianisch: Monteviàłe, deutsch veraltet: Mundwittel)                                                                            | 2.569     |
| Monticello Conte Otto (venezianisch: Montexèło Conte Oto, deutsch veraltet: Ottelsmunt)                                                        | 9.280     |
| Montorso Vicentino (venezianisch: Montòrso Vixentin, deutsch: Bärenberg)                                                                       | 3.227     |
| Mossano (venezianisch: Mosan, deutsch veraltet: Mussian)                                                                                       | 1.791     |
| Mussolente (venezianisch: Musołènte, deutsch veraltet: Mooslentle)                                                                             | 7.760     |
| Nanto (venezianisch: Nànto, deutsch veraltet: Nant)                                                                                            | 3.059     |
| Nogarole Vicentino (venezianisch: Nogaròłe Vixentin, deutsch veraltet: Hasslach)                                                               | 1.142     |
| Nove (venezianisch: Łe Nóve, deutsch veraltet: Neuff)                                                                                          | 5.090     |
| Noventa Vicentina (venezianisch: Noènta, deutsch veraltet: Nuwing)                                                                             | 8.970     |
| Orgiano (venezianisch: Orgiàn, deutsch veraltet: Horland)                                                                                      | 3.184     |
| Pedemonte (venezianisch: Pedemònte, deutsch veraltet: Im Tal oder Unterberg)                                                                   | 769       |
| Pianezze (venezianisch: Pianèze, deutsch veraltet: Ebeler)                                                                                     | 2.080     |
| Piovene Rocchette (venezianisch: Piovène Rochète, deutsch veraltet: Plawen)                                                                    | 8.359     |
| Pojana Maggiore (venezianisch: Pojàna Majòre, deutsch veraltet: Groß Pullian)                                                                  | 4.517     |
| Posina (venezianisch: Pòxina, deutsch veraltet: Busen)                                                                                         | 564       |
| Pove del Grappa (venezianisch: Pòve del Grapa, deutsch veraltet: Pau)                                                                          | 3.144     |
| Pozzoleone (venezianisch: Pòso oder Posoleòn, deutsch veraltet: Putz oder zum Putz)                                                            | 2.825     |
| Quinto Vicentino (venezianisch: Cuìnto, deutsch veraltet: Quint)                                                                               | 5.763     |
| Recoaro Terme (venezianisch: Recoàro Tèrme, deutsch veraltet: Rechenwehr oder Reichswehr, zimbrisch: Recobör, Ricaber, Rikobär oder Rocabör)   | 6.604     |
| Roana (venezianisch: Roàna, deutsch veraltet: Rain oder Rovan, zimbrisch: Roban oder Robaan)                                                   | 4.289     |
| Romano d’Ezzelino (venezianisch: Romàn, deutsch: Heermann oder Rotmann)                                                                        | 14.621    |
| Rossano Veneto (venezianisch: Rosàn, deutsch veraltet: Ruxan)                                                                                  | 7.959     |
| Rosà (venezianisch: Roxà, deutsch veraltet: Roxat)                                                                                             | 14.138    |
| Rotzo (venezianisch: Ròtzo, deutsch veraltet: Roß, zimbrisch: Rotz)                                                                            | 633       |
| Salcedo (venezianisch: Salcèdo, deutsch veraltet: Salizet oder Salzeid)                                                                        | 1.021     |
| San Germano dei Berici (venezianisch: San Zermàn die Bèreghi, deutsch veraltet: Sankt Hermann)                                                 | 1.166     |
| San Nazario (venezianisch: San Naxàro, deutsch veraltet: Sankt Natzer)                                                                         | 1.786     |
| San Pietro Mussolino (venezianisch: San Pièro Musołìn, deutsch veraltet: Sankt Peter in Moosele)                                               | 1.619     |
| San Vito di Leguzzano (venezianisch: San Vito de Łeguzàn, deutsch veraltet: Sankt Veit in Giessen )                                            | 3.579     |
| Sandrigo (venezianisch: Sandrìgo, deutsch veraltet: Sankt Ulderich)                                                                            | 8.665     |
| Santorso (venezianisch: Santòrso, deutsch veraltet: Sankt Urs)                                                                                 | 5.856     |
| Sarcedo (venezianisch: Sarcèdo, deutsch veraltet: Sarzet)                                                                                      | 5.316     |
| Sarego (venezianisch: Sarègo, deutsch veraltet: Seredig)                                                                                       | 6.705     |
| Schiavon (venezianisch: Schiavòn, deutsch veraltet: Schleifen)                                                                                 | 2.627     |
| Schio (venezianisch: Schìo, deutsch veraltet: Schleit oder Schleicht, zimbrisch: Slait)                                                        | 39.688    |
| Solagna (venezianisch: Sołàgna, deutsch veraltet: Solangen, Söllen, Wälsch-Solingen oder Welsch-Solingen)                                      | 1.894     |
| Sossano (venezianisch: Sosàn, deutsch veraltet: Zölsan)                                                                                        | 4.477     |
| Sovizzo (venezianisch: Sovìso, deutsch veraltet: Unterwiese)                                                                                   | 7.004     |
| Tezze sul Brenta (venezianisch: Łe Texe, deutsch veraltet: Stadel)                                                                             | 12.568    |
| Thiene (venezianisch: Thiène, deutsch veraltet: Kienne, Thienen, Thienne, Thiennen oder Thinen)                                                | 23.769    |
| Tonezza del Cimone (venezianisch: Tonèza del Cimòn, deutsch veraltet: Donnersberg, zimbrisch: Tonetsch)                                        | 593       |
| Torrebelvicino (venezianisch: Torebelvisìn, deutsch veraltet: Schönwies)                                                                       | 6.061     |
| Torri di Quartesolo (venezianisch: Łe Tori, deutsch veraltet: am Turn)                                                                         | 11.939    |
| Trissino (venezianisch: Trìsino, deutsch veraltet: Dreßen oder Treßen)                                                                         | 8.688     |
| Valdagno (venezianisch: Valdàgno, deutsch veraltet: Lämmertal)                                                                                 | 26.640    |
| Valdastico (venezianisch: Valdàstego, deutsch veraltet: Hastachtal, zimbrisch: Astagtal)                                                       | 1.424     |
| Valli del Pasubio (venezianisch: Vałi del Paxùbio, deutsch veraltet: Tal im Pasilben)                                                          | 3.329     |
| Valstagna (venezianisch: Valstàgna, deutsch veraltet: Brenten oder Waldstein, zimbrisch: Brenten oder Wallsteine)                              | 1.900     |
| Velo d’Astico (venezianisch: Veło d'Àstego, deutsch veraltet: Gfäll)                                                                           | 2.446     |
| Vicenza (venezianisch: Vicènsa, deutsch veraltet: Vinzentzen, Visenthein, Wincens, Wincent, Wiesenthein oder Wisenthein, zimbrisch: Visentain) | 111.500   |
| Villaga (venezianisch: Viłàga, deutsch veraltet: Willach)                                                                                      | 1.970     |
| Villaverla (venezianisch: Viłavèrla, deutsch veraltet: Werldorf)                                                                               | 6.244     |
| Zanè (venezianisch: Zanè, deutsch veraltet: Sneit oder Zanaden)                                                                                | 6.599     |
| Zermeghedo (venezianisch: Xermeghèdo, deutsch veraltet: Zermeged)                                                                              | 1.380     |
| Zovencedo (venezianisch: Xovencèdo) | 814       |
| Zugliano (venezianisch: Zujàn) | 6.753     |